# Voblast de Brest
La voblast de Brest (en biélorusse : Брэ́сцкая во́бласць, Bréstskaya Voblasc ; en russe : Бре́стская о́бласть, Brèstskaïa oblast) est une subdivision de la Biélorussie. Son chef-lieu est la ville de Brest.

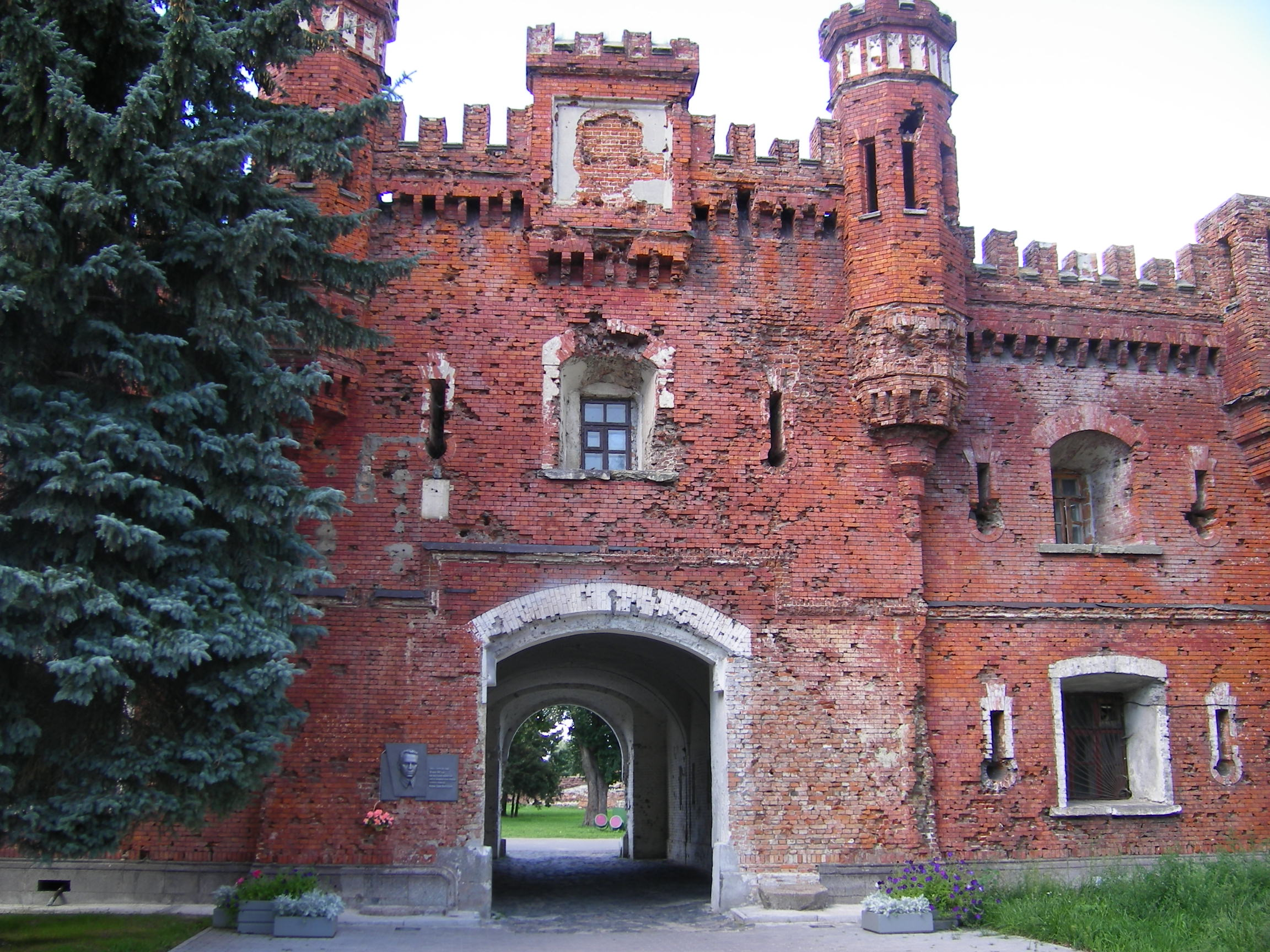
Forteresse de Brest

## Géographie
La voblast de Brest est située dans le Sud-Ouest de la Biélorussie. Elle couvre une superficie de 32 786,44 km2, soit 15,7 % du territoire national. Elle est limitée au nord par la voblast de Hrodna ou Grodno, à l'est par la voblast de Minsk et la voblast de Homiel ou Gomel, au sud par l'Ukraine (oblast de Volhynie et oblast de Rivne), et à l'ouest par la Pologne (voïvodie de Podlachie et voïvodie de Lublin).

## Population

### Démographie
Les résultats des recensements (*) depuis 1959 font apparaître une croissance régulière de la population de la voblast jusqu'aux années 1990. Dans les premières années du XXIe siècle, elle connaît au contraire une diminution sensible :
| 1959*     | 1970*     | 1979 *    | 1989*     | 1999*     | 2009*     |
| --------- | --------- | --------- | --------- | --------- | --------- |
| 1 180 133 | 1 292 622 | 1 357 902 | 1 449 002 | 1 485 095 | 1 401 177 |

| Année | Population | Naissances annuelles | Décès annuels | Solde naturel annuel | Taux de natalité (‰) | Taux de mortalité (‰) | Solde naturel (‰) | Indice de fécondité |
| ----- | ---------- | -------------------- | ------------- | -------------------- | -------------------- | --------------------- | ----------------- | ------------------- |
| 2004  | 1 444 740  | 14 706               | 19 975        | -5 269               | 10,2                 | 13,8                  | -3,6              | 1,43                |
| 2005  | 1 433 065  | 14 882               | 20 346        | -5 464               | 10,4                 | 14,2                  | -3,8              | 1,45                |
| 2006  | 1 422 276  | 15 641               | 19 438        | -3 797               | 11,0                 | 13,7                  | -2,7              | 1,54                |
| 2007  | 1 413 726  | 16 813               | 19 019        | -2 206               | 11,9                 | 13,5                  | -1,6              | 1,67                |
| 2008  | 1 407 037  | 17 187               | 19 265        | -2 078               | 12,2                 | 13,7                  | -1,5              | 1,72                |
| 2009  | 1 401 746  | 17 166               | 19 596        | -2 430               | 12,2                 | 14,0                  | -1,8              | 1,73                |
| 2010  | 1 396 877  | 17 076               | 19 956        | -2 880               | 12,2                 | 14,3                  | -2,1              | 1,73                |
| 2011  | 1 393 072  | 17 635               | 19 810        | -2 175               | 12,7                 | 14,2                  | -1,5              | 1,80                |
| 2012  | 1 390 020  | 18 214               | 18 247        | -33                  | 13,1                 | 13,1                  | -0,0              | 1,89                |
| 2013  | 1 389 468  | 18 312               | 18 112        | 200                  | 13,2                 | 13,0                  | 0,2               | 1,93                |
| 2014  | 1 388 752  | 18 556               | 17 531        | 1 025                | 13,4                 | 12,6                  | 0,8               | 1,99                |
| 2015  | 1 387 957  | 18 749               | 17 613        | 1 136                | 13,5                 | 12,7                  | 0,8               | 2,06                |
| 2016  | 1 386 668  | 18 671               | 17 414        | 1 257                | 13,5                 | 12,6                  | 0,9               | 2,10                |

### Villes
Les villes de la voblast de Brest sont les suivantes (population en 2016) :
| Rang | Blason | Nom           | Première Mention | Population (Cal. 2016) |
| ---- | ------ | ------------- | ---------------- | ---------------------- |
| 1    |        | Brest         | 1019             | 340 141                |
| 2    |        | Baranavitchy  | 1871             | 179 122                |
| 3    |        | Pinsk         | 1097             | 138 415                |
| 4    |        | Kobryn        | 1287             | 52 655                 |
| 5    |        | Biaroza       | 1477             | 29 408                 |
| 6    |        | Louninets     | 1449             | 24 412                 |
| 7    |        | Ivatsevitchy  | 1654             | 23 280                 |
| 8    |        | Proujany      | 1487             | 18 459                 |
| 9    |        | Ivanava       | 1423             | 16 450                 |
| 10   |        | Drahitchyn    | 1452             | 14 898                 |
| 11   |        | Hantsavitchy  | 1898             | 13 887                 |
| 12   |        | Jabinka       | 1871             | 13 357                 |
| 13   |        | Stoline       | 1555             | 12 951                 |
| 14   |        | Mikachevitchy | 1785             | 12 759                 |
| 15   |        | Belaaziorsk   | 1958             | 12 468                 |
| 16   |        | Malaryta      | 1566             | 11 823                 |
| 17   |        | Liakhavitchy  | 1572             | 10 902                 |
| 18   |        | Kamianets     | 1276             | 8 405                  |
| 19   |        | Davyd-Haradok | 1127             | 5 946                  |
| 20   |        | Vyssokaïe     | 14e siècle       | 5 164                  |
| 21   |        | Kossava       | 1494             | 1 850                  |

## Subdivisions
La voblast de Brest est subdivisée en 16 raions :
- Raïon de Baranavitchy ;
- Raïon de Biaroza ;
- Raïon de Brest ;
- Raïon de Drahitchyn ;
- Raïon de Hantsavitchy ;
- Raïon d'Ivanava ;
- Raïon d'Ivatsevitchy ;
- Raïon de Jabinka ;
- Raïon de Kamianets ;
- Raïon de Kobryn ;
- Raïon de Louninets ;
- Raïon de Liakhavitchy ;
- Raïon de Malaryta ;
- Raïon de Pinsk ;
- Raïon de Proujany ;
- Raïon de Stoline.